# Костел Матері Божої святого скапулярію (Снятин)
Костел Матері Божої святого Скапулярію — парафіяльний храм  Римо-католицької церкви в Україні в м. Снятині на Івано-Франківщині, Україна. Пам'ятки архітектури місцевого знанчення. Споруджено 1721 року.

## Історія
Дата заснування костелу Матері Божої св. Скапулярію з гори Кармель у м. Снятині з огляду на знищені документи невідома. Найбільші спустошення для міста вчинили татарські орди, війни та поділи. Спалено святині. Про існування парафії Римо-католицької церкви у Снятині згадується ще у 1558 році.
1843 року розпочали будівництво мурованого костелу на місці спаленого (можливо, дерев'яного). Через чотирнадцять років новозбудований храм був освячений Львівським латинським архієпископом Лукашем Баранецьким. "Патронами костелу були власники «кредитної маси» Прота Потоцького, зокрема, власники маєтків у селах Красноставці, Топорівці, Белелуя тощо (всього 20 маєтків). Про цю святиню римо-католиків відомий письменник, видавець, почесний громадянин міста Снятина Михайло Бажанський писав, що «власником польського костела був Прот з Потоцьких».
1888 року місцевий пробощ мс. Томаш Станковський спровадив до парафії сестер Феліціянок. Вони заклали охоронку для дівчат і нову каплицю біля кляштору.
Під час Першої світової війни костел, плебанія та господарчі помешкання були понищені. За порадою та сприянням єпископа Болеслава Твардовського настоятель Леопольд Касцінський розпочав ґрунтовну перебудову святині.
У 1926–1936 роках з добровільних пожертв були збудовані дві бічні каплиці, продовжений пресбітерій, переробили вікна, оновили та розширили хори, вибудували нове захристя, помалювали стіни. Через просідання ґрунту дзвіниця залишилася недобудованою. Кількаразовий зсув ґрунту наблизився до костелу на 15 м і у випадку повторень загрожує зруйнувати пам'ятку. Фундаменти костелу кам'яні. Стіни цегляні, штукатурені. Дах металевий.
6 травня 1936 року відбулось освячення головного вівтаря.
По завершенню Другої світової війни, 13 травня 1946 року влада міста закрила костел, відібравши ключі. 1 червня 1946 року останнім транспортом виїхали ксьондзи, забравши із собою шанований серед парафіян образ Матері Божої св. Скапулярію. Затримались вони в м. Бжег-Дольний (Польща). І до сьогодні цей образ єднає їх з вітчизною.
А далі Божий дім служив як комора для зберігання зерна, згодом для працівників РЕСу, потому розміщалася тут кузня і сервіс автотранспортної колони (АТК, фарбувалися автомашини). Після АТК до повернення громаді приміщення храму використовував дитячий будинок-інтернат.

## Сучасність
20 листопада 1990 року рішенням Івано-Франківського облвиконкому храм у жахливому стані був повернутий римо-католицькій громаді м. Снятина.
22 травня 1993 року у Снятині заново відкрито костел. На відкриття і освячення храму прибули брати і сестри віри Христової. Їх вітав і відправив Службу Божу архієпископ Львівський Мар'ян Яворський і співслужінні з деканом Снятинським Віктором Антонюком. Дуже радів цій миті архієпископ Тадеуш Войцеховський — професор з Кракова, настоятель костелу до таки 1946 року.
На відкриття костелу приїхали вірні римо-католицької церкви (колишні мешканці Снятина) із 14 міст Польщі, в основному з Кракова, Вроцлава, Олави.
Стараннями декана Віктора Антонюка спільно з парафіянами розпочались відновлювальні роботи храму. Ксьондзи Ян Радонь, Ян Олійник, Олександр Щербатий продовжили справу відновлення, яка донині триває.